# Paulinho (football, 2000)
Pour les articles homonymes, voir Paulinho (homonymie).
Paulo Henrique Sampaio Filho, dit Paulinho, né le 15 juillet 2000 à Rio de Janeiro (Brésil), est un footballeur international brésilien qui évolue au poste d'attaquant au sein du club de SE Palmeiras.

## Biographie

### Carrière en club

#### Vasco da Gama (2017-2018)
Paulinho joue son premier match avec le Vasco da Gama le 13 juillet 2017 contre l'EC Vitória lors du Brasileirão 2017, et délivre à cette occasion une passe décisive (victoire 4-1 au Stade Manoel-Barradas).

#### Bayer Leverkusen (2018-2022)
Le 27 avril 2018, il s'engage avec le club allemand du Bayer Leverkusen pour 20 millions d'euros jusqu'en 2023. Il rejoint le club le 15 juillet 2018.
Le 1er décembre 2022, l'Atlético Mineiro annonce obtenir le prêt de Paulinho jusqu'en juin 2023, date de la fin de son contrat avec le Bayer Leverkusen. Il quitte donc le club allemand après cinq saisons sans s'être imposé, notamment à cause d'une rupture du ligament croisé du genou droit en juillet 2020 l'ayant éloigné des terrains pendant près d'un an.

### Carrière en sélection

#### En équipes jeunes
Le 30 octobre 2015, il est convoqué par l'entraîneur Guilherme Dalla Dea pour participer au championnat de la CONMEBOL des moins de 15 ans 2015 avec le Brésil. Le Brésil commence le championnat contre le Chili, match au cours duquel Paulinho inscrit un but (victoire 3-2). Il marque ensuite deux buts lors de la victoire 6-1 face au Pérou au second tour. Le Brésil remporte le titre en battant l'Uruguay aux tirs au but (victoire 5-4). Il est sacré champion des -15 ans de la CONMEBOL et termine le championnat avec trois buts à son compteur personnel.
En 2017, il remporte avec l'équipe du Brésil des moins de 17 ans le championnat de la CONMEBOL des moins de 17 ans 2017. Il inscrit deux buts lors du championnat sud-américain, contre le Venezuela et le Chili, délivrant également trois passes décisives. Il se classe ensuite troisième de la Coupe du monde des moins de 17 ans 2017 organisée en Inde. Il marque trois buts lors du mondial junior, contre l'Espagne et la Corée du Nord en phase de poule, puis contre l'Allemagne en quart. Il délivre également deux passes décisives lors de ce tournoi, contre le Niger en phase de groupe, et contre le Honduras en huitièmes.

#### En équipe A
Paulinho connaît une saison 2023 prolifique sur le plan individuel avec l'Atlético Mineiro et démontre des qualités offensives lui permettant de figurer parmi les meilleurs buteurs du Brasileirão,. Ses performances sont récompensées par une convocation avec la sélection du Brésil pour les deux matchs du mois de novembre 2023 comptant pour les éliminatoires de la Coupe du monde 2026,. Paulinho honore sa première sélection le 16 novembre, remplaçant en seconde mi-temps Rodrygo contre la Colombie. Les Brésiliens s'inclinent à l'extérieur sur le score de 2 à 1.

### Engagement politique
Au cours de l'élection présidentielle brésilienne de 2022, il fait partie des rares joueurs encore en activité à afficher son soutien au candidat de gauche, Lula face au président d'extrême droite Jair Bolsonaro.

## Palmarès

### En club
| Atlético Mineiro - Campeonato Mineiro (1) : - Champion : 2023. |

### En sélection
| Brésil -15 ans - Championnat de la CONMEBOL des moins de 15 ans (1) : - Champion : 2015. | Brésil -17 ans - Championnat de la CONMEBOL des moins de 17 ans (1) : - Champion : 2017. | Brésil olympique (1) - Médaillé d'or aux Jeux olympiques en 2020 |

## Statistiques

### En club
| Saison                | Club                  | Championnat           | Championnat | Championnat | Championnat | Coupe(s) nationale(s) | Coupe(s) nationale(s) | Coupe(s) nationale(s) | Compétition(s) continentale(s) | Compétition(s) continentale(s) | Compétition(s) continentale(s) | Compétition(s) continentale(s) | Ligue régionale | Ligue régionale | Ligue régionale | Coupe du monde des clubs de la FIFA | Coupe du monde des clubs de la FIFA | Coupe du monde des clubs de la FIFA | Total | Total | Total |
| Saison                | Club                  | Division              | M.          | B.          | P.d.        | M.                    | B.                    | P.d.                  | Comp.                          | M.                             | B.                             | P.d.                           | M.              | B.              | P.d.            | M.                                  | B.                                  | P.d.                                | M.    | B.    | P.d.  |
| 2017                  | Vasco da Gama         | Série A               | 18          | 3           | 1           | -                     | -                     | -                     | -                              | -                              | -                              | -                              | -               | -               | -               | -                                   | -                                   | -                                   | 18    | 3     | 1     |
| 2018                  | Vasco da Gama         | Série A               | -           | -           | -           | -                     | -                     | -                     | CL                             | 6                              | 2                              | 2                              | 11              | 2               | 1               | -                                   | -                                   | -                                   | 17    | 4     | 3     |
| Sous-total            | Sous-total            | Sous-total            | 18          | 3           | 1           | -                     | -                     | -                     | -                              | 6                              | 2                              | 2                              | 11              | 2               | 1               | -                                   | -                                   | -                                   | 35    | 7     | 4     |
| 2018-2019             | Bayer Leverkusen      | Bundesliga            | 15          | 0           | 0           | 2                     | 0                     | 0                     | C3                             | 4                              | 1                              | 0                              | -               | -               | -               | -                                   | -                                   | -                                   | 21    | 1     | 0     |
| 2019-2020             | Bayer Leverkusen      | Bundesliga            | 13          | 3           | 2           | 2                     | 0                     | 0                     | C1+C3                          | 2+2                            | 0+0                            | 0+0                            | -               | -               | -               | -                                   | -                                   | -                                   | 19    | 3     | 2     |
| 2020-2021             | Bayer Leverkusen      | Bundesliga            | 1           | 0           | 0           | -                     | -                     | -                     | -                              | -                              | -                              | -                              | -               | -               | -               | -                                   | -                                   | -                                   | 1     | 0     | 0     |
| 2021-2022             | Bayer Leverkusen      | Bundesliga            | 24          | 4           | 2           | 1                     | 0                     | 0                     | C3                             | 6                              | 0                              | 1                              | -               | -               | -               | -                                   | -                                   | -                                   | 31    | 4     | 3     |
| 2022-2023             | Bayer Leverkusen      | Bundesliga            | 4           | 1           | 0           | 1                     | 0                     | 0                     | C1                             | 2                              | 0                              | 0                              | -               | -               | -               | -                                   | -                                   | -                                   | 7     | 1     | 0     |
| Sous-total            | Sous-total            | Sous-total            | 57          | 8           | 4           | 6                     | 0                     | 0                     | -                              | 16                             | 1                              | 1                              | -               | -               | -               | -                                   | -                                   | -                                   | 79    | 9     | 5     |
| 2023                  | Atlético Mineiro      | Série A               | 36          | 20          | 2           | 3                     | 2                     | 0                     | CL                             | 11                             | 7                              | 4                              | 11              | 2               | 2               | -                                   | -                                   | -                                   | 61    | 31    | 8     |
| 2024                  | Atlético Mineiro      | Série A               | 26          | 8           | 1           | 10                    | 2                     | 0                     | CL                             | 12                             | 7                              | 1                              | 11              | 2               | 2               | -                                   | -                                   | -                                   | 59    | 19    | 4     |
| Sous-total            | Sous-total            | Sous-total            | 62          | 28          | 3           | 13                    | 4                     | 0                     | -                              | 23                             | 14                             | 5                              | 22              | 4               | 4               | -                                   | -                                   | -                                   | 120   | 50    | 12    |
| 2025                  | SE Palmeiras          | Série A               | 7           | 0           | 0           | 2                     | 0                     | 0                     | CL                             | 2                              | 1                              | 2                              | -               | -               | -               | 3                                   | 1                                   | 0                                   | 14    | 2     | 2     |
| Total sur la carrière | Total sur la carrière | Total sur la carrière | 144         | 39          | 8           | 21                    | 4                     | 0                     | -                              | 47                             | 18                             | 10                             | 33              | 6               | 5               | 3                                   | 1                                   | 0                                   | 248   | 68    | 23    |

### En sélection
| Saison    | Sélection | Phases finales | Phases finales | Phases finales | Phases finales | Éliminatoires | Éliminatoires | Éliminatoires | Éliminatoires | Amicaux | Amicaux | Amicaux | Total | Total | Total |
| Saison    | Sélection | Comp.          | M.             | B.             | P.d.           | Comp.         | M.            | B.            | P.d.          | M.      | B.      | P.d.    | M.    | B.    | P.d.  |
| --------- | --------- | -------------- | -------------- | -------------- | -------------- | ------------- | ------------- | ------------- | ------------- | ------- | ------- | ------- | ----- | ----- | ----- |
| 2023-2024 | Brésil    | -              | -              | -              | -              | CdM 2026      | 1             | 0             | 0             | -       | -       | -       | 1     | 0     | 0     |

| Détails des matchs internationaux de Paulinho | Détails des matchs internationaux de Paulinho | Détails des matchs internationaux de Paulinho  | Détails des matchs internationaux de Paulinho | Détails des matchs internationaux de Paulinho | Détails des matchs internationaux de Paulinho | Détails des matchs internationaux de Paulinho | Détails des matchs internationaux de Paulinho | Détails des matchs internationaux de Paulinho |
| N°                                            | Date                                          | Lieu                                           | Adversaire                                    | Score                                         | Compétition                                   | Statut                                        | Performances                                  | Performances                                  |
| N°                                            | Date                                          | Lieu                                           | Adversaire                                    | Score                                         | Compétition                                   | Statut                                        | But(s)                                        | Passe(s)                                      |
| --------------------------------------------- | --------------------------------------------- | ---------------------------------------------- | --------------------------------------------- | --------------------------------------------- | --------------------------------------------- | --------------------------------------------- | --------------------------------------------- | --------------------------------------------- |
| 1                                             | 16 novembre 2023                              | Estadio Metropolitano, Barranquilla (Colombie) | Colombie                                      | 2 - 1 (source)                                | Éliminatoires de la Coupe du monde 2026       | Remplaçant ( 71e Rodrygo)                     |                                               |                                               |